# Mount Skottsberg
Mount Skottsberg ist ein 503 m hoher Berg an der Nordküste Südgeorgiens im Südatlantik. Er ragt südöstlich des Stenhouse Peak und südlich des Camp Peak auf der Thatcher-Halbinsel auf. Er dient als Landmarke für die Orientierung auf dem Weg von Grytviken in das Carr Valley.
Das UK Antarctic Place-Names Committee benannte ihn 2015 nach dem schwedischen Botaniker Carl Johan Fredrik Skottsberg (1880–1963), Teilnehmer der Schwedischen Antarktisexpedition (1901–1903) unter Otto Nordenskjöld. Skottsberg hatte bei dieser Forschungsreise an der benachbarten Bucht Maiviken kampiert, um das umliegende Gelände zu erkunden und zu kartieren.